# خزه‌وش ناپیدا
خزه‌وش ناپیدا (نام علمی: Trithuria inconspicua) نام یک گونه از سرده خزه‌وش‌ها است.